# Собехи
Собехи (пол. Sobiechy, нім. Sobiechen) — село в Польщі, у гміні Будри Венґожевського повіту Вармінсько-Мазурського воєводства.
Населення — 244 особи (2011).
У 1975-1998 роках село належало до Сувальського воєводства.

## Демографія
Демографічна структура станом на 31 березня 2011 року:
|          | Загалом | Допрацездатний вік | Працездатний вік | Постпрацездатний вік |
| -------- | ------- | ------------------ | ---------------- | -------------------- |
| Чоловіки | 122     | 28                 | 81               | 13                   |
| Жінки    | 122     | 30                 | 65               | 27                   |
| Разом    | 244     | 58                 | 146              | 40                   |